# Chorologische geografie
Chorologie (chorologische biogeografie) is de wetenschap die zich bezighoudt met de ruimtelijke verspreiding van organismen over het aardoppervlak. Het betreft niet alleen de beschrijving van de verspreiding, maar ook met de historische verklaring van de huidige het verspreidingsgebieden van soorten. Ook de biogeografie bestudeert de verspreidingspatronen van organismen, stelt vast welke groepen planten en dieren kenmerkend zijn voor de gebieden op het land en in de zee en gaat na hoe de tegenwoordige verspreiding is ontstaan.
Alfred Hettner (1859-1941) heeft het chorologisch beginsel een centrale plaats gegeven in de Duitse geografie. Hij heeft het begrip chorologie gebruikt om de geografie een begrip te geven, waardoor deze wetenschap zich van andere zou kunnen onderscheiden.
Na gestudeerd te hebben aan verschillende universiteiten in Duitsland, maakte Hettner reizen naar Zuid-Amerika. In 1899 werd hij benoemd tot hoogleraar in Heidelberg. Hij was filosofisch goed onderlegd, waardoor hij zich kon onderscheiden van andere geografen. In 1895 richtte hij het Geographische Zeitschrift op, een belangrijk publicatiemedium voor zijn opvattingen over de geografie.

## De chorologische geografie van Hettner
Voor Hettner diende de aard van de geografie begrepen worden uit het logisch systeem van de wetenschappen. De gangbare systematiek met een hoofdindeling van natuurwetenschappen en cultuurwetenschappen werd door hem afgewezen. Het is moeilijk om de geografie daarin te passen, omdat bij de bestudering van de verschijnselen aan het aardoppervlak zowel op natuurwetenschappen als op cultuurwetenschappen een beroep gedaan moet worden. 
Hettner maakte een onderscheid tussen abstracte en concrete wetenschappen. Abstracte wetenschappen (zoals natuurkunde en chemie) abstraheren de kennis van de individuele waarnemingen, de concrete wetenschappen analyseren de werkelijkheid in de context van tijd en ruimte. Het onderscheid tussen genoemde categorieën is overigens gradueel. In de groep van de concrete wetenschappen maakte Hettner een driedeling in systematische (mineralogie bijvoorbeeld), chronologische (geschiedenis bijvoorbeeld) en chorologische (ruimtelijke) wetenschappen. De chorologische wetenschappen werden weer in tweeën verdeeld. De eerste groep, de astronomische wetenschappen, moest zich bezighouden met de verschijnselen in de wereldruimte, de tweede groep met de verschijnselen aan het aardoppervlak.
Hettner wilde met wilde met deze andere systematiek de geografie een logische plaats geven in het geheel der wetenschappen en zou de geografie verlost zijn van het imago slechts een hulpwetenschap te zijn.
Voor Hettner was de enig juiste geografische benadering de chorologische zienswijze. Hij heeft dat systematisch uiteengezet in zijn in 1927 verschenen boek Die Geographie. Ihre Geschichte, ihr Wesen und ihre Methoden. De bestaansreden voor de geografie lag in de ruimtelijke beschouwingswijze. Het ging om de van gebied tot gebied variërende natuurlijke en cultuurlijke verschijnselen, hun onderlinge samenhang en de verklaring daarvan. De samenhang tussen de beschreven verschijnselen verleende een gebied een uniek karakter. Voor Hettner was er geen onderscheid tussen sociale en fysische geografie. Verscheidenheid naar plaats, ruimtelijke samenhang en causale samenhang vormden de criteria om te bepalen of een verschijnsel geografische relevantie had of niet.
Bij de te bestuderen verschijnselen aan het aardoppervlakte hoorde ook de activiteiten van de menselijke groep. Ze vormden echter maar een deel van de vele verschijnselen. De natuurlijke verschijnselen waren van fundamentele betekenis, hoewel niet beweerd kan worden dat Hettner de activiteiten van de mens ondergeschikt achtte aan de werking van de natuurlijke omgeving.
Volgens Hettner kon de regionale beschrijving van gebieden het beste plaatsvinden aan de hand van het 'Länderkundliche Schema'. Talloze landbeschrijvingen of 'Länderkunden' zijn volgens dit schema gepubliceerd. In veel van deze landbeschrijvingen domineerde de beschrijving van de fysisch-geografische verschijnselen en vormden de menselijke activiteiten een sluitpost. Deze vorm van regionale synthese week af van die gebruikelijk in de Franse regionale geografie waar meer aandacht werd geschonken aan de menselijke bestaanswijze. Bovendien bleek het niet eenvoudig de veronderstelde samenhang tussen de verschillende geografisch relevante verschijnselen duidelijk te maken. Veel 'Länderkunden' kwamen niet verder dan een inventariserende opsomming van zaken als natuurlijk milieu, nederzettingen, verkeer en handel, bestaansvormen en cultuur. Doordat zeker in de westerse samenlevingen menselijke activiteiten steeds meer onder invloed van sociaal-economische factoren en minder onder invloed van natuurlijke factoren kwamen, verloor de statische 'Länderkunde' aan betekenis.

## Chorologische geografie in de Verenigde Staten
Hettner heeft grote invloed gehad op de Amerikaanse geograaf Richard Hartshorne (1899-1992). Hartshorne had voor de Tweede Wereldoorlog in Wenen gewerkt en daar zijn befaamde The Nature of Geography geschreven dat in 1939 werd gepubliceerd. Het boek is zeer invloedrijk geweest in de wereld van de geografie tot halverwege de jaren zestig van de twintigste eeuw. In dit boek geeft Hartshorne een overzicht van een aantal visies die in de loop der jaren over de aard van de geografie waren ontwikkeld. Voor Hartshorne was de chorologische visie de enig juiste voor de beoefening van de geografie. Een belangrijk onderscheid met de opvatting van Hettner was overigens wel dat Hartshorne veel meer aandacht heeft voor de menselijke factoren bij de beschrijving en analyse van de ruimtelijke verscheidenheid op aarde. Hij heeft dus een antropocentrische visie op de geografie. De analyse van het natuurlijk milieu is pas relevant als de betekenis voor de menselijke activiteit duidelijk is. De geografie is de wetenschap van de ‘areal differentiation’. De rol van de thematische geografie (van bijvoorbeeld economische verschijnselen of van de stad) was dan een verklaring te geven voor het ruimtelijk voorkomen van een verschijnsel in een bepaald gebied (het spreidingspatroon van de nederzettingen bijvoorbeeld). De regionale geografie bleef voor Hartshorne het centrale aandachtsveld. Anders dan bijvoorbeeld bij Carl Ortwin Sauer (zie culturele geografie) had Hartshorne weinig aandacht voor de factor tijd bij de analyse van regionale differentiaties. Sauer heeft hem verweten de studie van veranderingen niet als onderdeel van de geografie te willen erkennen.
Na de Tweede Wereldoorlog kwam het gedachtegoed van Hartshorne onder vuur te liggen. Fred Schaefer (1904-1953) publiceerde in 1953 zijn artikel Exceptionalism in Geography: a methodological examination in de Annals of the Association of American Geographers. Hoewel Hartshorne systematisch en grondig aantoonde dat veel van de argumenten van Schaefer onjuist waren, kon het artikel van Schaefer toch worden beschouwd als een keerpunt in de geografie. Een aantal geografen had zich afgekeerd van de regionale manier van werken. In de jaren zestig van de 20e eeuw begon de periode van de ruimtelijke analyse en behaviorale geografie.